# Anne Minter
Pour les articles homonymes, voir Minter.
Ne pas confondre avec Elizabeth Minter, également joueuse de tennis.
Anne Minter (née le 3 avril 1963) est une joueuse  de tennis australienne, professionnelle de la fin des années 1970 à 1993.
En 1988, alors classée 40e, elle a joué les quarts de finale à l'Open d'Australie (battue par Claudia Kohde-Kilsch), sa meilleure performance en simple  en Grand Chelem. Quatre années plus tôt, elle y avait atteint la finale de l'épreuve de double mixte aux côtés de son compatriote Laurie Warder.
Anne Minter a remporté cinq titres WTA pendant sa carrière dont quatre en simple.

## Palmarès

### Titres en simple dames
| No | Date       | Nom et lieu du tournoi                     | Catégorie | Dotation | Surface         | Finaliste       | Score         |          |
| -- | ---------- | ------------------------------------------ | --------- | -------- | --------------- | --------------- | ------------- | -------- |
| 1  | 20/04/1987 | Taipei International Championships, Taïwan |           | 50 000 $ | Moquette (int.) | Claudia Porwik  | 6-4, 6-1      | Parcours |
| 2  | 27/04/1987 | Singapore Open, Kallang                    |           | 50 000 $ | Dur (ext.)      | Barbara Gerken  | 6-4, 6-1      | Parcours |
| 3  | 10/10/1988 | Honda Classic, San Juan                    | Tier IV   | 75 000 $ | Dur (ext.)      | Mercedes Paz    | 2-6, 6-4, 6-3 | Parcours |
| 4  | 24/04/1989 | Taipei International Championships, Taïwan | Tier V    | 50 000 $ | Dur (ext.)      | Cammy MacGregor | 6-1, 4-6, 6-2 | Parcours |

### Finales en simple dames
| No | Date       | Nom et lieu du tournoi                  | Catégorie | Dotation | Surface         | Vainqueure       | Score         |          |
| -- | ---------- | --------------------------------------- | --------- | -------- | --------------- | ---------------- | ------------- | -------- |
| 1  | 19/09/1983 | Ginny of Kansas City, Kansas City       |           | 50 000 $ | Dur (ext.)      | Elizabeth Sayers | 6-3, 6-1      | Parcours |
| 2  | 25/02/1985 | Virginia Slims of Pennsylvania, Hershey |           | 75 000 $ | Moquette (int.) | Robin White      | 6-7, 6-2, 6-2 | Parcours |
| 3  | 03/08/1987 | Virginia Slims of San Diego, San Diego  |           | 75 000 $ | Dur (ext.)      | Raffaella Reggi  | 6-0, 6-4      | Parcours |

### Titre en double dames
| No | Date       | Nom et lieu du tournoi       | Catégorie | Surface    | Partenaire       | Finalistes                | Score    |          |
| -- | ---------- | ---------------------------- | --------- | ---------- | ---------------- | ------------------------- | -------- | -------- |
| 1  | 10/09/1984 | Ginny of Utah Salt Lake City |           | Dur (ext.) | Elizabeth Minter | Heather Crowe Robin White | 6-1, 6-2 | Parcours |

### Finale en double dames
Aucune

### Finale en double mixte
| No | Date       | Nom et lieu du tournoi | Catégorie | Dotation  | Surface      | Vainqueures              | Partenaire    | Score    |          |
| -- | ---------- | ---------------------- | --------- | --------- | ------------ | ------------------------ | ------------- | -------- | -------- |
| 1  | 28/05/1984 | Roland-Garros Paris    | G. Chelem | 680 000 $ | Terre (ext.) | Anne Smith Dick Stockton | Laurie Warder | 6-2, 6-4 | Parcours |

## Parcours en Grand Chelem

### En simple dames
| Année | Open d'Australie (janvier) | Open d'Australie (janvier) | Internationaux de France | Internationaux de France | Wimbledon      | Wimbledon           | US Open         | US Open             | Open d'Australie (décembre) | Open d'Australie (décembre) |
| ----- | -------------------------- | -------------------------- | ------------------------ | ------------------------ | -------------- | ------------------- | --------------- | ------------------- | --------------------------- | --------------------------- |
| 1979  | n/a                        | n/a                        | -                        | -                        | -              | -                   | -               | -                   | 2e tour (1/8)               | Barbara Jordan              |
| 1980  | n/a                        | n/a                        | -                        | -                        | -              | -                   | -               | -                   | 3e tour (1/8)               | Mima Jaušovec               |
| 1981  | n/a                        | n/a                        | 2e tour (1/32)           | Leslie Allen             | -              | -                   | 1er tour (1/64) | Dianne Morrison     | 1er tour (1/32)             | Sue Barker                  |
| 1982  | n/a                        | n/a                        | 1er tour (1/64)          | Stacy Margolin           | 2e tour (1/32) | Anne White          | 1er tour (1/64) | Duk-Hee Lee         | 2e tour (1/16)              | Catherine Tanvier           |
| 1983  | n/a                        | n/a                        | 2e tour (1/32)           | Catherine Tanvier        | 3e tour (1/16) | Lisa Bonder         | 1er tour (1/64) | Laura Arraya        | 2e tour (1/16)              | Carling Bassett             |
| 1984  | n/a                        | n/a                        | 1er tour (1/64)          | Kathy Jordan             | 2e tour (1/32) | Ann Kiyomura        | 3e tour (1/16)  | Lori McNeil         | 2e tour (1/16)              | Christiane Jolissaint       |
| 1985  | n/a                        | n/a                        | 2e tour (1/32)           | Cécille Calmette         | 2e tour (1/32) | Martina Navrátilová | 2e tour (1/32)  | Steffi Graf         | 1er tour (1/32)             | Jo Durie                    |
| 1986  | n/a                        | n/a                        | -                        | -                        | 3e tour (1/16) | Helena Suková       | 1er tour (1/64) | Nicole Arendt       | n/a                         | n/a                         |
| 1987  | 1er tour (1/64)            | Patricia Hy                | 3e tour (1/16)           | Raffaella Reggi          | 2e tour (1/32) | Pam Shriver         | 1er tour (1/64) | Jo Durie            | n/a                         | n/a                         |
| 1988  | 1/4 de finale              | C. Kohde-Kilsch            | 1er tour (1/64)          | Silke Meier              | 4e tour (1/8)  | Pascale Paradis     | 3e tour (1/16)  | Martina Navrátilová | n/a                         | n/a                         |
| 1989  | 2e tour (1/32)             | Brenda Schultz             | 2e tour (1/32)           | Ann Grossman             | 3e tour (1/16) | Steffi Graf         | 3e tour (1/16)  | Helena Suková       | n/a                         | n/a                         |
| 1990  | 1er tour (1/64)            | Hana Mandlíková            | 2e tour (1/32)           | Manuela Maleeva          | 3e tour (1/16) | Monica Seles        | 1er tour (1/64) | Shaun Stafford      | n/a                         | n/a                         |
| 1991  | 1er tour (1/64)            | Jana Novotná               | 1er tour (1/64)          | Amanda Coetzer           | 4e tour (1/8)  | Arantxa Sánchez     | 1er tour (1/64) | Anke Huber          | n/a                         | n/a                         |
| 1992  | 1er tour (1/64)            | Maya Kidowaki              | -                        | -                        | -              | -                   | -               | -                   | n/a                         | n/a                         |

À droite du résultat, l’ultime adversaire.

### En double dames
| Année | Open d'Australie (janvier)    | Open d'Australie (janvier) | Internationaux de France     | Internationaux de France   | Wimbledon                    | Wimbledon                | US Open                       | US Open                     | Open d'Australie (décembre)  | Open d'Australie (décembre) |
| ----- | ----------------------------- | -------------------------- | ---------------------------- | -------------------------- | ---------------------------- | ------------------------ | ----------------------------- | --------------------------- | ---------------------------- | --------------------------- |
| 1979  | n/a                           | n/a                        | -                            | -                          | -                            | -                        | -                             | -                           | 1er tour (1/8) Brenda Catton | R. Tomanová Mimi Wikstedt   |
| 1980  | n/a                           | n/a                        | -                            | -                          | -                            | -                        | -                             | -                           | 1er tour (1/16) Strachonova  | Mima Jaušovec V. Ruzici     |
| 1981  | n/a                           | n/a                        | 1er tour (1/32) Duk-Hee Lee  | R. Maršíková R. Tomanová   | -                            | -                        | 1er tour (1/32) E. Sayers     | Rosie Casals W. Turnbull    | -                            | -                           |
| 1982  | n/a                           | n/a                        | 1er tour (1/32) N. Gregory   | Andrea Leand A. Temesvári  | -                            | -                        | 1er tour (1/32) Amanda Tobin  | Kathy Jordan Anne Smith     | 1er tour (1/16) Amanda Tobin | B. Potter Sharon Walsh      |
| 1983  | n/a                           | n/a                        | 2e tour (1/16) Julie Filkoff | H. Mandlíková V. Ruzici    | 2e tour (1/16) E. Minter     | Navrátilová Pam Shriver  | 1er tour (1/32) E. Minter     | B. J. King Sharon Walsh     | 1er tour (1/16) E. Minter    | B. Jordan E. Sayers         |
| 1984  | n/a                           | n/a                        | 2e tour (1/16) J. Mundel     | B. Remilton Naoko Sato     | 1er tour (1/32) E. Minter    | Kim Sands C. Vanier      | 2e tour (1/16) E. Minter      | B. Potter Sharon Walsh      | 1/4 de finale E. Minter      | Chris Evert W. Turnbull     |
| 1985  | n/a                           | n/a                        | 2e tour (1/16) E. Minter     | A. Holíková K. Skronská    | 1er tour (1/32) E. Minter    | Bettina Bunge Eva Pfaff  | 2e tour (1/16) E. Minter      | M. Mesker P. Paradis        | 1er tour (1/16) E. Minter    | G. Fernández Robin White    |
| 1986  | n/a                           | n/a                        | -                            | -                          | 1er tour (1/32) E. Minter    | Kathy Jordan A. Moulton  | 1er tour (1/32) E. Minter     | C. Reynolds Anne Smith      | n/a                          | n/a                         |
| 1987  | 1er tour (1/16) E. Minter     | B. Cordwell Louise Field   | 3e tour (1/8) J. Mundel      | G. Fernández Lori McNeil   | 3e tour (1/8) B. Cordwell    | Navrátilová Pam Shriver  | 2e tour (1/16) B. Cordwell    | Zina Garrison Lori McNeil   | n/a                          | n/a                         |
| 1988  | 1er tour (1/32) L. Antonoplis | Robyn Lamb Jill Smoller    | 1er tour (1/32) H. Witvoet   | Pospíšilová R. Zrubáková   | 2e tour (1/16) H. Witvoet    | Steffi Graf G. Sabatini  | 1er tour (1/32) Van Nostrand  | Navrátilová Pam Shriver     | n/a                          | n/a                         |
| 1989  | 1er tour (1/32) H. Witvoet    | Sylvia Hanika Kohde-Kilsch | 2e tour (1/16) J. Richardson | Lise Gregory Gretchen Rush | 2e tour (1/16) J. Richardson | E. Smylie W. Turnbull    | 1er tour (1/32) J. Richardson | Penny Barg Henricksson      | n/a                          | n/a                         |
| 1990  | 3e tour (1/8) J. Richardson   | Jana Novotná Helena Suková | 1er tour (1/32) Donna Faber  | M. Bollegraf R. Reggi      | 1er tour (1/32) C. Benjamin  | G. Fernández Navrátilová | 1er tour (1/32) C. Benjamin   | T. Whitlinger T. Whitlinger | n/a                          | n/a                         |
| 1991  | 2e tour (1/16) Tracey Morton  | M. Bollegraf Lise Gregory  | -                            | -                          | -                            | -                        | -                             | -                           | n/a                          | n/a                         |
| 1992  | 1er tour (1/32) Louise Field  | Nicole Arendt Helen Kelesi | -                            | -                          | -                            | -                        | -                             | -                           | n/a                          | n/a                         |

Sous le résultat, la partenaire ; à droite, l’ultime équipe adverse.

### En double mixte
| Année | Open d'Australie (janvier),  | Open d'Australie (janvier), | Internationaux de France     | Internationaux de France  | Wimbledon                     | Wimbledon                 | US Open                      | US Open                    | Open d'Australie (décembre), | Open d'Australie (décembre), |
| ----- | ---------------------------- | --------------------------- | ---------------------------- | ------------------------- | ----------------------------- | ------------------------- | ---------------------------- | -------------------------- | ---------------------------- | ---------------------------- |
| 1981  | n/a                          | n/a                         | 2e tour (1/8) J. Fitzgerald  | Betty Stöve Fred McNair   | -                             | -                         | -                            | -                          | n/a                          | n/a                          |
| 1983  | n/a                          | n/a                         | 3e tour (1/8) Laurie Warder  | W. Turnbull John Lloyd    | 1er tour (1/32) Laurie Warder | Kim Steinmetz Jeff Turpin | 1er tour (1/16) B. Dyke      | Sharon Walsh Dick Stockton | n/a                          | n/a                          |
| 1984  | n/a                          | n/a                         | Finale Laurie Warder         | Anne Smith Dick Stockton  | 1/4 de finale Laurie Warder   | W. Turnbull John Lloyd    | 2e tour (1/16) Laurie Warder | E. Sayers J. Fitzgerald    | n/a                          | n/a                          |
| 1985  | n/a                          | n/a                         | 1/4 de finale Laurie Warder  | Sabrina Goleš Goran Prpić | 1er tour (1/32) Laurie Warder | C. Tanvier Mike Bauer     | -                            | -                          | n/a                          | n/a                          |
| 1986  | n/a                          | n/a                         | -                            | -                         | 2e tour (1/16) Laurie Warder  | Kathy Jordan Ken Flach    | -                            | -                          | n/a                          | n/a                          |
| 1988  | 1er tour (1/16) M. Kratzmann | Patty Fendick Rick Leach    | 2e tour (1/16) Laurie Warder | C. Tanvier Alberto Tous   | 3e tour (1/8) Simon Youl      | E. Smylie J. Fitzgerald   | -                            | -                          | n/a                          | n/a                          |
| 1989  | -                            | -                           | -                            | -                         | 1er tour (1/32) Simon Youl    | Elise Burgin Peter Doohan | -                            | -                          | n/a                          | n/a                          |
| 1990  | -                            | -                           | -                            | -                         | 2e tour (1/16) Simon Youl     | Nana Miyagi P. Galbraith  | -                            | -                          | n/a                          | n/a                          |
| 1992  | 1er tour (1/16) Simon Youl   | R. McQuillan D. Macpherson  | -                            | -                         | -                             | -                         | -                            | -                          | n/a                          | n/a                          |

Sous le résultat, le partenaire ; à droite, l’ultime équipe adverse.

## Parcours aux Jeux olympiques

### En simple dames
| # | Date       | Nom de l'olympiade | Surface    | Résultat       | Ultime adversaire | Score         |          |
| - | ---------- | ------------------ | ---------- | -------------- | ----------------- | ------------- | -------- |
| 1 | 20/09/1988 | Olympics Séoul     | Dur (ext.) | 2e tour (1/16) | Natasha Zvereva   | 6-4, 3-6, 6-1 | Parcours |

## Parcours en Coupe de la Fédération
| #                                                                                | Date       | Lieu      | Surface      | Gagnante(s)                  | Perdante(s)                        | Score         |          |
|                                                                                  |            |           |              |                              |                                    |               |          |
| 1981 - 1er tour (groupe mondial) - Philippines - Australie - 0 : 3               |            |           |              |                              |                                    |               |          |
| 1                                                                                | 09/11/1981 | Tokyo     | Terre (ext.) | Dianne Fromholtz Anne Minter | Dyan Castillejo Gladys Imperial    | 6-2, 6-1      | Parcours |
|                                                                                  |            |           |              |                              |                                    |               |          |
| 1984 - 1er tour (groupe mondial) - Argentine - Australie - 0 : 3                 |            |           |              |                              |                                    |               |          |
| 2                                                                                | 16/07/1984 | São Paulo | Terre (ext.) | Anne Minter                  | Emilse Raponi                      | 2-6, 6-4, 6-0 | Parcours |
| 2                                                                                | 16/07/1984 | São Paulo | Terre (ext.) | Anne Minter Elizabeth Minter | Emilse Raponi Gabriela Sabatini    | 6-1, 6-2      | Parcours |
|                                                                                  |            |           |              |                              |                                    |               |          |
| 1984 - 2e tour (groupe mondial) - Belgique - Australie - 0 : 3                   |            |           |              |                              |                                    |               |          |
| 3                                                                                | 16/07/1984 | São Paulo | Terre (ext.) | Anne Minter                  | Kathleen Schuurmans                | 7-5, 6-2      | Parcours |
| 3                                                                                | 16/07/1984 | São Paulo | Terre (ext.) | Anne Minter Elizabeth Minter | Nicole Mabille Kathleen Schuurmans | 6-3, 6-3      | Parcours |
|                                                                                  |            |           |              |                              |                                    |               |          |
| 1984 - 1/4 de finale (groupe mondial) - Allemagne de l'Ouest - Australie - 1 : 2 |            |           |              |                              |                                    |               |          |
| 4                                                                                | 16/07/1984 | São Paulo | Terre (ext.) | Anne Minter                  | Petra Keppeler                     | 6-4, 6-4      | Parcours |
|                                                                                  |            |           |              |                              |                                    |               |          |
| 1984 - 1/2 finale (groupe mondial) - États-Unis - Australie - 1 : 2              |            |           |              |                              |                                    |               |          |
| 5                                                                                | 16/07/1984 | São Paulo | Terre (ext.) | Anne Minter                  | Kathleen Horvath                   | 6-3, 6-4      | Parcours |
|                                                                                  |            |           |              |                              |                                    |               |          |
| 1984 - Finale (groupe mondial) - Australie - Tchécoslovaquie - 1 : 2             |            |           |              |                              |                                    |               |          |
| 6                                                                                | 15/07/1984 | São Paulo | Terre (ext.) | Anne Minter                  | Helena Suková                      | 7-5, 7-5      | Parcours |
|                                                                                  |            |           |              |                              |                                    |               |          |
| 1985 - 1er tour (groupe mondial) - Danemark - Australie - 0 : 3                  |            |           |              |                              |                                    |               |          |
| 7                                                                                | 08/10/1985 | Nagoya    | Dur (ext.)   | Anne Minter                  | Anne Moller                        | 6-2, 6-2      | Parcours |
|                                                                                  |            |           |              |                              |                                    |               |          |
| 1985 - 2e tour (groupe mondial) - Espagne - Australie - 0 : 3                    |            |           |              |                              |                                    |               |          |
| 8                                                                                | 08/10/1985 | Nagoya    | Dur (ext.)   | Anne Minter                  | Elena Guerra                       | 6-4, 6-0      | Parcours |
| 8                                                                                | 08/10/1985 | Nagoya    | Dur (ext.)   | Jenny Byrne Anne Minter      | Ana Almansa Rosa Bielsa-hierro     | 6-1, 7-5      | Parcours |
|                                                                                  |            |           |              |                              |                                    |               |          |
| 1985 - 1/4 de finale (groupe mondial) - Italie - Australie - 0 : 3               |            |           |              |                              |                                    |               |          |
| 9                                                                                | 08/10/1985 | Nagoya    | Dur (ext.)   | Anne Minter                  | Sandra Cecchini                    | 6-3, 6-2      | Parcours |
|                                                                                  |            |           |              |                              |                                    |               |          |
| 1985 - 1/2 finale (groupe mondial) - Australie - États-Unis - 1 : 2              |            |           |              |                              |                                    |               |          |
| 10                                                                               | 08/10/1985 | Nagoya    | Dur (ext.)   | Elise Burgin                 | Anne Minter                        | 6-3, 6-4      | Parcours |
|                                                                                  |            |           |              |                              |                                    |               |          |
| 1986 - 1er tour (groupe mondial) - Hongrie - Australie - 1 : 2                   |            |           |              |                              |                                    |               |          |
| 11                                                                               | 22/07/1986 | Prague    | Terre (ext.) | Anne Minter                  | Csilla Bartos                      | 6-1, 6-4      | Parcours |
|                                                                                  |            |           |              |                              |                                    |               |          |
| 1986 - 2e tour (groupe mondial) - Danemark - Australie - 1 : 2                   |            |           |              |                              |                                    |               |          |
| 12                                                                               | 22/07/1986 | Prague    | Terre (ext.) | Anne Minter                  | Lone Vandborg                      | 6-1, 6-1      | Parcours |
|                                                                                  |            |           |              |                              |                                    |               |          |
| 1986 - 1/4 de finale (groupe mondial) - Tchécoslovaquie - Australie - 3 : 0      |            |           |              |                              |                                    |               |          |
| 13                                                                               | 22/07/1986 | Prague    | Terre (ext.) | Helena Suková                | Anne Minter                        | 6-4, 3-6, 6-4 | Parcours |
|                                                                                  |            |           |              |                              |                                    |               |          |
| 1987 - 1er tour (groupe mondial) - Danemark - Australie - 0 : 3                  |            |           |              |                              |                                    |               |          |
| 14                                                                               | 28/07/1987 | Vancouver |              | Anne Minter                  | Lone Vandborg                      | 6-2, 6-0      | Parcours |
|                                                                                  |            |           |              |                              |                                    |               |          |
| 1987 - 2e tour (groupe mondial) - Espagne - Australie - 1 : 2                    |            |           |              |                              |                                    |               |          |
| 15                                                                               | 28/07/1987 | Vancouver |              | María José Llorca            | Anne Minter                        | 6-4, 6-4      | Parcours |
|                                                                                  |            |           |              |                              |                                    |               |          |
| 1987 - 1/4 de finale (groupe mondial) - Bulgarie - Australie - 2 : 0             |            |           |              |                              |                                    |               |          |
| 16                                                                               | 28/07/1987 | Vancouver |              | Katerina Maleeva             | Anne Minter                        | 6-2, 6-2      | Parcours |
|                                                                                  |            |           |              |                              |                                    |               |          |
| 1988 - 1er tour (groupe mondial) - Australie - Israël - 3 : 0                    |            |           |              |                              |                                    |               |          |
| 17                                                                               | 05/12/1988 | Melbourne |              | Anne Minter                  | Ilana Berger                       | 6-2, 6-2      | Parcours |
|                                                                                  |            |           |              |                              |                                    |               |          |
| 1988 - 2e tour (groupe mondial) - Australie - Italie - 3 : 0                     |            |           |              |                              |                                    |               |          |
| 18                                                                               | 05/12/1988 | Melbourne |              | Anne Minter                  | Laura Garrone                      | 7-60, 6-3     | Parcours |
|                                                                                  |            |           |              |                              |                                    |               |          |
| 1988 - 1/4 de finale (groupe mondial) - Australie - Allemagne de l'Ouest - 1 : 2 |            |           |              |                              |                                    |               |          |
| 19                                                                               | 05/12/1988 | Melbourne |              | Claudia Kohde-Kilsch         | Anne Minter                        | 1-6, 6-4, 6-3 | Parcours |
|                                                                                  |            |           |              |                              |                                    |               |          |
| 1989 - 1er tour (groupe mondial) - Chine - Australie - 0 : 3                     |            |           |              |                              |                                    |               |          |
| 20                                                                               | 03/10/1989 | Tokyo     | Dur (ext.)   | Anne Minter                  | Chen Li Ling                       | 6-3, 6-2      | Parcours |
|                                                                                  |            |           |              |                              |                                    |               |          |
| 1989 - 2e tour (groupe mondial) - Nouvelle-Zélande - Australie - 0 : 3           |            |           |              |                              |                                    |               |          |
| 21                                                                               | 03/10/1989 | Tokyo     | Dur (ext.)   | Anne Minter                  | Belinda Cordwell                   | 6-2, 6-4      | Parcours |
|                                                                                  |            |           |              |                              |                                    |               |          |
| 1989 - 1/4 de finale (groupe mondial) - Australie - Bulgarie - 2 : 1             |            |           |              |                              |                                    |               |          |
| 22                                                                               | 03/10/1989 | Tokyo     | Dur (ext.)   | Anne Minter                  | Manuela Maleeva                    | 6-3, 2-6, 6-4 | Parcours |
|                                                                                  |            |           |              |                              |                                    |               |          |
| 1989 - 1/2 finale (groupe mondial) - Australie - Espagne - 0 : 2                 |            |           |              |                              |                                    |               |          |
| 23                                                                               | 03/10/1989 | Tokyo     | Dur (ext.)   | Arantxa Sánchez              | Anne Minter                        | 6-1, 4-6, 6-2 | Parcours |

## Classements WTA en fin de saison

### En simple
| Année | 1983 | 1986 | 1987 | 1988 | 1989 | 1990 | 1991 | 1992 | 1993 |
| Rang  | 89   | 75   | 38   | 26   | 34   | 88   | 61   | 628  | 545  |

Source : (en) « Classements de Anne Minter », sur le site officiel du WTA Tour